# Liste der Naturdenkmale in Bell (Hunsrück)
Die Liste der Naturdenkmale in Bell (Hunsrück) nennt die im Gemeindegebiet von Bell (Hunsrück) ausgewiesenen Naturdenkmale (Stand 13. Mai 2024).

## Naturdenkmale
| Nr.         | Bezeichnung              | Lage                                                           | Beschreibung            | Bild                                    |
| ----------- | ------------------------ | -------------------------------------------------------------- | ----------------------- | --------------------------------------- |
| ND-7140-011 | Drei Eichen (Galgenberg) | Bell, südlich des Ortes am Galgenberg Lage                     | Quercus sp., drei Bäume | Fotos hochladen                         |
| ND-7140-024 | Buche (Birges Berg)      | Wohnroth, südlich des Ortes am Birgesberg Lage                 | Fagus sylvatica         | Direkt Bild zu diesem Denkmal hochladen |
| ND-7140-025 | Dicke Buche (Flur 9)     | Wohnroth, südwestlich des Ortes; Flur An der Dicken Buche Lage | Fagus sylvatica         | Direkt Bild zu diesem Denkmal hochladen |